# 一条ヒカル
一条輝（いちじょうヒカル、1987年）、は、日本の実業家。

## 略歴
22歳の時に前職の美容師からホストに転身。歌舞伎町のカリスマホストとして、業界のリーダー的存在に。様々な店舗でNo.1ホストとなり、現在はgroup BJ ONE'S CREATION会長。新規店舗を次々プロデュースし、実業家としてもその手腕を発揮している。
2018年2月からAbemaTVのAbemaSPECIALチャンネルで配信されていた買えるAbemaTV社の初代ハンバイヤーとして出演。ボディークリームの販売では往来する人にハグさせてもらい香りのよさをアピールするという秀逸な商品紹介を披露。

## 愛用品
買えるAbemaTV社出演の際、自身の愛用品として紹介、販売をしていた。
- LAYERED FRAGRANCE Body Spray
- 富山ブラック/白エビ塩らーめん

## 出演

### テレビ
- ものまねグランプリ2019

### AbemaTV
- 買えるAbemaTV社

## 外部サイト
- Twitter
- Instagram